# 丁惠康 (收藏家)

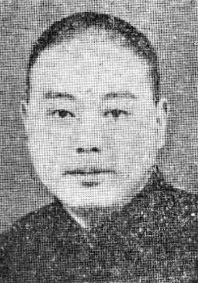
丁惠康

丁惠康（1904年—1979年8月25日），江苏无锡人，收藏家、医生。丁福保之子。

## 生平
丁惠康于1927年毕业于同济大学医科。1928年在上海创办肺病疗养院。1934年又创办虹桥疗养院并出任院长。后赴欧洲留学，获汉堡大学医学博士学位。回国后任上海医学院教授、《时事医学周刊》主编。抗日战争期间，他于1939年创立中国防痨协会并任医务委员。此外，他与父亲还购置了叶鸿英花园住宅，并重新开办新虹桥疗养院（今徐汇区中心医院）。1943年又开办中国保健协会。
他还是一位文物收藏家，曾出售其40幢住房收购大量历代名画与文物，包括端方归藏的西周青铜大鼎、常熟瞿氏铁琴铜剑楼的秦汉以来历代著名石墨，以及宋元孤本书籍1100余种等。
他是中国民主同盟盟员，1958年曾被划为“右派分子”。1966年受聘为上海市文史研究馆馆员。文化大革命期间遭受迫害，后于1979年在上海逝世。